# Tipula valida
Tipula valida är en tvåvingeart. Tipula valida ingår i släktet Tipula och familjen storharkrankar.

## Underarter
Arten delas in i följande underarter:
- T. v. valida
- T. v. atricornis